# جان آرچر (بازیکن فوتبال، زاده ۱۹۴۱)
جان آرچر (انگلیسی: John Archer; ۱۸ ژوئن ۱۹۴۱ – ۱۲ دسامبر ۲۰۲۱) بازیکن فوتبال اهل بریتانیا بود.
از باشگاه‌هایی که در آن بازی کرده است می‌توان به باشگاه فوتبال کرو آلکساندرا، باشگاه فوتبال ای‌اف‌سی بورنموث، باشگاه فوتبال چسترفیلد، باشگاه فوتبال هادرزفیلد تاون، و باشگاه فوتبال پورت ویل اشاره کرد.